# مانوئل فیشر
مانوئل فیشر (انگلیسی: Manuel Fischer؛ زادهٔ ۱۹ سپتامبر ۱۹۸۹) بازیکن فوتبال اهل آلمان است که در تیم های مختلفی بازی کرده است.
از باشگاه‌هایی که در آن بازی کرده‌است می‌توان به باشگاه فوتبال بایرن مونیخ ۲، باشگاه فوتبال اشتوتگارت، و باشگاه فوتبال هایدنهایم اشاره کرد.
وی همچنین در تیم‌های ملی فوتبال Germany national under-16 football team، جوانان آلمان، و جوانان آلمان بازی کرده‌است.